# Distretto di Lloque
Il distretto di Lloque è uno degli undici distretti della provincia di General Sánchez Cerro, in Perù. Si trova nella regione di Moquegua e si estende su una superficie di 254,45 chilometri quadrati.
Istituito il 2 febbraio 1956, ha per capitale la città di Lloque.